# Fritz Røed
Fritz Røed (Bryne, 15 agosto 1928 – 20 dicembre 2002) è stato uno scultore norvegese la cui opera più celebre è forse Sverd i fjell.

## Biografia

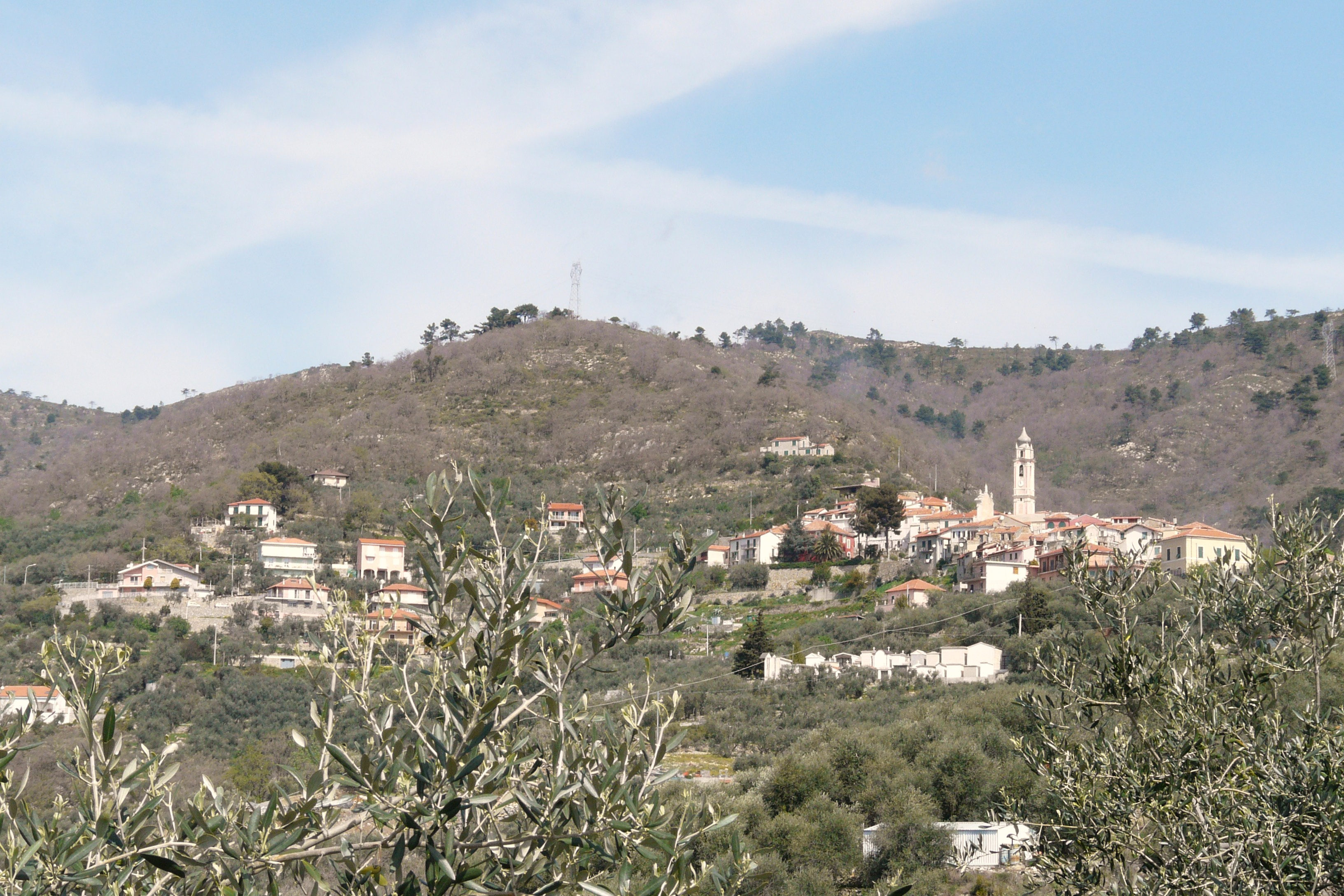
Villa Faraldi

Studiò arte in diverse accademie d'Europa, spostandosi dalla capitale norvegese prima in Danimarca e poi a Parigi. Trascorse lunghi periodi della sua vita anche in Italia nel piccolo comune ligure Villa Faraldi dove aveva uno studio/laboratorio personale. Questo peasino subì l'influenza dell'artista tanto da avere anche un centro socio-culturale a suo nome.
Nel 2004, venne aperto il Fritz Røed Sculpture Park nel comune natio dell'artista, Bryne. Il parco consiste in una decina di diverse sculture di stili diversi e lo stesso artista aveva contribuito alla realizzazione di questo progetto prima di morire.
Fritz Røed fu sepolto a Villa Faraldi.

## Sverd i fjell
Il nome dell'opera si può tradurre con spade nella montagna ed è una scultura di 9,2 metri di altezza che si affaccia sull'Hafrsfjord nelle vicinanze di Stavanger e rappresenta tre spade di enormi dimensioni conficcate nel terreno. Le spade sono state realizzate prendendo come modelli le spade vichinghe rinvenute in Norvegia. Il significato attribuito all'opera è quello di commemorare la Battaglia di Hafrsfjord dell'872, quando Harald Hårfagre riunì la Norvegia sotto un unico regno. Due delle spade simbolizzerebbero i monarchi sconfitti mentre la terza più grande il vincitore, tutte però conficcate nella roccia, rappresentano la fine del conflitto.